# Médaille Camsell
La Médaille Camsell est remise par la Société géographique royale du Canada, elle est baptisée en hommage au fondateur de la Société, Charles Camsell et a été créée par le conseil d’administration de la Société en 1992. Elle vise à souligner le caractère exceptionnel des services rendus à la Société et l’appréciation de cette dernière. 

## Récipiendaires
Liste des récipiendaires :
- 1992 : J. Keith Fraser et Samuel F. Hughes
- 1993 : David Phillips et Ernest Weeks
- 1994 : Wendy Simpson:Lewis
- 1995 : William Gilchrist et Louis Sebert
- 1996 : David Bartlett
- 1997 : Enid Byford et Robert Goddard
- 1998 : Pierre Des Marais II et George Hobson
- 1999 : Pierre Camu et Grete Hale
- 2000 : Winifred Wadasinghe:Wijay
- 2001 : Dickson Mansfield
- 2002 : Alan Gibbons
- 2003 : Blair Seaborn et David Kirkwood
- 2004 : Samuel Arsenault et Alexander Davidson
- 2010 : Pierre Bergeron et Helen Kerfoot[3]
- 2011 : Gisèle Jacob et Arthur E. Collin
- 2012 : Jean Fournier
- 2013 : Sir Christopher Ondaatje
- 2014 : Christopher Burn and Iain Wallace
- 2015 : Bruce Amos and Louise Maffett
- 2016 : Mark Graham, Peter Harrison and Christine Duverger-Harrison
- 2017 : Jody Decker and Philip Howarth
- 2018 : Paul Ruest and Élisabeth Nadeau
- 2019 : Beth Dye and Joe Frey
- 2020 : Keith Exelby
- 2021 : Alison Gill and Susan Taylor[4]